# Andrena hillana
Andrena hillana är en biart som beskrevs av Warncke 1968. Andrena hillana ingår i släktet sandbin, och familjen grävbin. Inga underarter finns listade i Catalogue of Life.